# خانه تاریخی نوریان
خانه تاریخی نوریان از امکان تاریخی مربوط به اواخر قاجار و اوایل پهلوی اول است که با مساحت حدود ۱۲۰۰ مترمربع در بافت تاریخی نصیر نجف‌آباد واقع شده و بزرگ‌ترین خانه تاریخی مرمت‌شده در این شهر محسوب می‌شود.